# Кім Бонітон
Г'ю Рескаймер «Кім» Бонітон, AC, DFC, AFC (15 вересня 1920 — 19 березня 2011) — австралійський політик, ветеран Другої світової війни, музикант, власник галереї та автогонщик.
Він був видатним і активним членом суспільства в Аделаїді, Австралія. Він зробив видатну кар'єру пілота під час Другої світової війни, був джазовим барабанщиком, власником картинної галереї, брав участь у гонках на швидкісних автомобілях і служив у міській раді Аделаїди.

## Раннє життя
Х'ю Рескаймер «Кім» Бонітон народився 15 вересня 1920 року в Аделаїді, Південна Австралія, як молодша дитина сера Джона Лавінгтона Бонітона та його другої дружини леді Джин Бонітон, уродженої Констанс Джин Воррен. (Перша дружина сера Джона померла під час пологів у віці 26 років). Його назвали "Г'ю Рескаймер Бонітон " на честь предка, який служив верховним шерифом Корнуолла в 1619 році І його батько, Джон Лавінгтон Бонітон, і його дід, Джон Ленгдон Бонітон були (між іншим) редакторами щоденної аделаїдської газети The Advertiser . Його батько також був радником, олдерменом, мером і лордом-мером міста Аделаїда . Кім була молодшою з шести дітей; у нього був один зведений брат (Джон Ленгдон Бонітон (1905—1992)), дві зведені сестри (Леді Бетті Вілсон і Ада Хіт), брат (Чарльз Воррен Бонітон) і сестра (Кетрін Верко).